# Дарґалу
Дарґалу (перс. دارغالو) — село в Ірані, входить до складу дехестану Бакешлучай у Центральному бахші шахрестану Урмія провінції Західний Азербайджан.